# Сериљос Ојос (Порторико)
Сериљос Ојос (шп. Cerillos Hoyos) град је у америчкој острвској територији Порторико, острвској држави Кариба.

## Демографија
По попису из 2010. године број становника је 748.
| Група             | 2000.    | 2010.       |
| Белци             | 0 (0,0%) | 1 (0,1%)    |
| Афроамериканци    | 0 (0,0%) | 70 (9,4%)   |
| Азијати           | 0 (0,0%) | 2 (0,3%)    |
| Хиспаноамериканци | 0 (0,0%) | 745 (99,6%) |
| Укупно            | 0        | 748         |